# Susi Air
Susi Air (PT ASI Pudjiastuti Aviation)  – indonezyjska linia lotnicza z siedzibą w Pangandaran (prowincja Jawa Zachodnia). Została założona w 2004.